# Слободченко Клавдія Панасівна
Клавдія Панасівна Слободченко (1916, село Михайлівка, тепер смт. Михайлівського району Запорізької області — ?) — українська радянська діячка, новатор сільськогосподарського виробництва, завідувач тваринницької ферми колгоспу імені Будьонного села Михайлівки Михайлівського району Запорізької області. Депутат Верховної Ради УРСР 2-го скликання.

## Біографія
З 1930-х років до 1941 року — доярка колгоспу імені Будьонного села Михайлівки Михайлівського району Запорізької області. У 1938 році надоїла 3486 літрів молока від кожної закріпленої за нею корови.
Обиралася депутатом Запорізької обласної ради депутатів трудящих 1-го скликання.
Під час німецько-радянської війни у 1941 році евакуйовувала колгоспну худобу із села Михайлівки, перебувала в евакуації на Північному Кавказі і Закавказзі (Азербайджанська РСР). У січні 1944 року повернулася до рідного села.
З 1944 року — завідувач тваринницької ферми колгоспу імені Будьонного села Михайлівки Михайлівського району Запорізької області.

## Нагороди
- орден «Знак Пошани» (7.02.1939)
- медалі